# Нижняя Рочева
Нижняя Рочева — река в Онежском районе Архангельской области России. Правый приток Онеги. Протекает по территории Чекуевского сельского поселения.
Длина — 31 км.
Берёт начало из озера Рочозеро в западной части Онежского района. Река в верхнем течении протекает в основном в западном направлении, затем поворачивает к юго-западу. Устье Нижней Рочевы находится на 102 км реки Онеги (на 1 км ниже по течению, чем устье реки Верхняя Рочева и на 7 км выше устья реки Оченга), напротив деревни Хачела.
Близ устья в нижнем течении реку пересекает мост автодороги «Савинский — Ярнема — Онега» (участок «Ковкула — Пияла»), которая соединяет Онежский и Плесецкий районы.